# جيسيكا كارو
جيسيكا كارو (بالإسبانية: Jessica Caro) هي لاعبة كرة قدم كولومبية، ولدت في 20 يوليو 1988 في مدينة كالي في كولومبيا.